# Kat Irlin
Kat Irlin (San Petersburgo, 1981) es una fotógrafa y directora rusa que vive entre Nueva York y Londres. Es conocida debido a la difusión de su trabajo vía redes sociales, destacando Instagram, donde cuenta con más de 1,4 millones de seguidores actualmente. 
Un aspecto representativo y distintivo de su obra es, como su usuario (@kat_in_nyc) indica, la esencia neoyorkina que incluye en cada una de sus publicaciones, haciendo de la ciudad, elemento central de su conjunto. 

## Carrera
Kat Irlin nació en la ciudad de San Petersburgo, Rusia, en el año 1981, donde pasó su infancia. Con la edad de 20 años se mudó a Nueva York donde estudió finanzas y estuvo trabajando como en distintos departamentos de recursos humanos en varias empresas estadounidenses durante 10 años. 
La artista empezó a interesarse por la fotografía y comenzó a documentar sus imágenes por redes sociales, ganando seguidores progresivamente. Debido al éxito de su obra, Kat Irlin ha terminado trabajando con algunas de las marcas más conocidas en el mundo, como son Cartier, Tiffany y LVMH.

## Vida privada
En la actualidad, vive en el barrio de Brooklyn con sus dos hijas, las cuales suele mostrar por redes sociales y su pastor australiano.

## Obra
Sus fotografías son muy características por el estilo neoyorkino que reflejan. Además, se tratan, en su mayoría, de retratos. También son muy comunes otros elementos como la superposición de imágenes y la fusión de sombras, creando una armonía visual.
Como consecuencia de su colaboración con marcas reconocidas en la industria de la moda, ha podido trabajar con actores y modelos de Hollywood muy destacados, como son Cindy Crawford, Adrien Brody o Vanessa Hudgens. 

## Conflicto en redes sociales
Algo que caracteriza la obra de Kat Irlin son los denudos o semidesnudos que aparecen repetidas veces en sus fotografías. Al utilizar las redes sociales, en las que se aplica una normativa de censura rigurosa en las publicaciones, como vía de difusión principal de su trabajo, se ha visto enfrentada a algunos casos de supresión de fotografías o reconocimiento. 
El suceso ocurrió concretamente en el verano del año 2018, cuando la fotógrafa fue censurada mediante la eliminación de parte de su trabajo publicado en la plataforma de Instagram, además de la eliminación de la categoría de verificación de su perfil.
Se trató de un acontecimiento meramente temporal, sin embargo, para una persona cuyo oficio depende fundamentalmente de la difusión en estas plataformas, puede llegar a tratarse de un atentado contra su carrera profesional.